# Club Universitario de Deportes 2021
Questa voce raccoglie le informazioni riguardanti il Club Universitario de Deportes nelle competizioni ufficiali della stagione 2021.

## Maglie
| 1ª divisa | 2ª divisa |

## Rosa
| N. |                    | Ruolo | Calciatore       |
| -- | ------------------ | ----- | ---------------- |
| 1  | Perù (bandiera)    | P     | José Carvallo    |
| 3  | Perù (bandiera)    | D     | Leonardo Rugel   |
| 4  | Uruguay (bandiera) | D     | Federico Alonso  |
| 5  | Perù (bandiera)    | C     | Rafael Guarderas |
| 6  | Perù (bandiera)    | C     | Armando Alfageme |
| 7  | Perù (bandiera)    | A     | Alexander Succar |
| 8  | Perù (bandiera)    | D     | Nelinho Quina    |
| 10 | Uruguay (bandiera) | C     | Hernán Novick    |
| 11 | Uruguay (bandiera) | A     | Luis Urruti      |
| 12 | Perù (bandiera)    | P     | Patrick Zubczuk  |
| 13 | Perù (bandiera)    | C     | Gerson Barreto   |
| 14 | Perù (bandiera)    | D     | Brayan Velarde   |

| N. |                      | Ruolo | Calciatore        |
| -- | -------------------- | ----- | ----------------- |
| 16 | Perù (bandiera)      | D     | Iván Santillán    |
| 18 | Perù (bandiera)      | A     | Tiago Cantoro     |
| 19 | Panama (bandiera)    | A     | Alberto Quintero  |
| 20 | Perù (bandiera)      | A     | Alex Valera       |
| 21 | Perù (bandiera)      | P     | Diego Romero      |
| 23 | Perù (bandiera)      | C     | Jorge Murrugarra  |
| 25 | Argentina (bandiera) | A     | Enzo Gutiérrez    |
| 27 | Perù (bandiera)      | D     | Nelson Cabanillas |
| 29 | Perù (bandiera)      | D     | Aldo Corzo        |
| 30 | Perù (bandiera)      | A     | Anthony Osorio    |
| 33 | Perù (bandiera)      | C     | Christian Flores  |
| 36 | Perù (bandiera)      | C     | Piero Quispe      |

## Risultati

### Primera División
| Lima | Universitario | 1 – 1 | Melgar |  |

| Lima | Academia Cantolao | 3 – 1 | Universitario |  |

| Lima | Univ. San Martín | 0 – 1 | Universitario |  |

| Lima | Universitario | 0 – 1 | Sporting Cristal |  |

| Lima | Alianza Atlético | 1 – 2 | Universitario |  |

| Lima | Universitario | 3 – 2 | Cienciano |  |

| Lima | Universitario | 1 – 0 | UTC Cajamarca |  |

| Lima | Ayacucho | 3 – 3 | Universitario |  |

| Lima | Universitario | 0 – 0 | Carlos A. Mannucci |  |

| Lima | Universitario | 2 – 2 | Alianza Atlético |  |

| Lima | UTC Cajamarca | 0 – 1 | Universitario |  |

| Lima | Universitario | 1 – 3 | Carlos A. Mannucci |  |

| Lima | Universitario | 2 – 2 | Sporting Cristal |  |

| Lima | Universitario | 3 – 1 | Cienciano |  |

| Lima | Ayacucho | 1 – 1 | Universitario |  |

| Lima | Universitario | 1 – 2 | Alianza Lima |  |

| Lima | Sport Boys | 0 – 0 | Universitario |  |

| Lima | Universitario | 2 – 2 | Academia Cantolao |  |

| Lima | Univ. San Martín | 0 – 2 | Universitario |  |

| Lima | Universitario | 0 – 2 | Deportivo Municipal |  |

| Lima | Alianza Univ. | 0 – 4 | Universitario |  |

| Lima | Sport Huancayo | 1 – 3 | Universitario |  |

| Lima | Universitario | 3 – 0 | U. César Vallejo |  |

| Lima | Dep. Binacional | 1 – 2 | Universitario |  |

| Lima | Universitario | 2 – 1 | Cusco |  |

| Lima | Melgar | 1 – 2 | Universitario |  |

### Coppa Bicentenario
Sedicesimi di finale
| Lima 2021 | Deportivo Coopsol | 1 – 0 | Universitario |  |

### Coppa Libertadores
Fase a gruppi
| Lima 21 aprile 2021 | Universitario | 2 – 3 | Palmeiras |  |

| Buenos Aires 4 aprile 2021 | Defensa y Justicia | 3 – 0 | Universitario |  |

| Quito 5 maggio 2021                                     | Independiente del Valle | 4 – 0 | Universitario |  |
| \| \| \| \| \| Sanchez Murillo Ortiz \| Marcatori \| \| |                         |       |               |  |
|                                                         |                         |       |               |  |
| Sanchez Murillo Ortiz                                   | Marcatori               |       |               |  |

| Lima 12 maggio 2021                               | Universitario | 1 – 1  | Defensa y Justicia |  |
| \| \| \| \| \| Quintero \| Marcatori \| Romero \| |               |        |                    |  |
|                                                   |               |        |                    |  |
| Quintero                                          | Marcatori     | Romero |                    |  |

| Lima 18 maggio 2021                                          | Universitario | 3 – 2         | Independiente del Valle |  |
| \| \| \| \| \| Valera Quina \| Marcatori \| Sanchez Ortiz \| |               |               |                         |  |
|                                                              |               |               |                         |  |
| Valera Quina                                                 | Marcatori     | Sanchez Ortiz |                         |  |

| San Paolo 27 maggio 2021                                            | Palmeiras | 6 – 0 | Universitario |  |
| \| \| \| \| \| Viña Zé Rafael Gómez Willian Rony \| Marcatori \| \| |           |       |               |  |
|                                                                     |           |       |               |  |
| Viña Zé Rafael Gómez Willian Rony                                   | Marcatori |       |               |  |

## Statistiche

### Statistiche di squadra
| Competizione       | Punti | Totale | Totale | Totale | Totale | Totale | Totale | DR  |
| Competizione       | Punti | G      | V      | N      | P      | Gf     | Gs     | DR  |
| ------------------ | ----- | ------ | ------ | ------ | ------ | ------ | ------ | --- |
| Primera División   | 46    | 26     | 13     | 8      | 5      | 43     | 30     | +13 |
| Coppa Bicentenario | 0     | 1      | 0      | 0      | 1      | 0      | 1      | -1  |
| Coppa Libertadores | 4     | 6      | 1      | 1      | 4      | 6      | 19     | -13 |
| Totale             | 40    | 33     | 14     | 9      | 10     | 49     | 50     | -1  |